# Gary Ridgway
Gary Leon Ridgway, (* 18. února 1949 Salt Lake City, Utah) známý také jako Green River Killer, je americký sériový vrah. Ridgway zavraždil během osmdesátých let přes 49 žen ve státě Washington. Svou přezdívku dostal podle řeky, u níž své oběti pohřbíval.

## Životopis

### Mládí
Gary Leon Ridgway se narodil v Salt Lake City v Utahu Mary Ritě Steinman a Thomasu Newtonovi Ridgwayovi. Měl dva bratry, Gregoryho a Thomase Edwarda. Za pár let se rodina přestěhovala do města SeaTac ve Washingtonu. Ridgwayovo dětství bylo problematické, jeho matka se chovala despoticky, malý Gary byl mnohokrát svědkem hádek rodičů. V dětství byl matkou trestán a ponižován za noční pomočování, za což svou matku nenáviděl.[zdroj⁠?!]
Ridgwayovo IQ má hodnotu 82. Na střední škole musel dvakrát opakovat jeden ročník. Jeho spolužáci na střední škole Tyee ho popisují jako příjemného, ale velmi zapomnětlivého.[zdroj⁠?!]
V 16 letech bodl šestiletého chlapce, který útok přežil. Na otázku, proč to udělal, odpověděl: „Jen jsem chtěl vědět, jaké to je někoho zabít“.[zdroj⁠?!] Po dokončení střední školy se Ridgway přidal k námořnictvu a byl poslán do Vietnamu, kde sloužil na palubě zásobovací lodi a několikrát se stal svědkem bojů. Ridgway se dvakrát oženil (s druhou ženou zplodil syna Matthewa), ale pokaždé se rozvedl. Obě ženy později prohlásily, že je Ridgway škrtil.[zdroj⁠?!]
V roce 1969 byl přijat do firmy Kenworth Truck, v níž pracoval až do svého zatčení v roce 2001.

### Vraždy
V letech 1980–1990 zabil Ridgway podle své výpovědi nejméně 71 žen v blízkosti Seattlu a Tacomy. K většině vražd došlo mezi léty 1982 až 1984. Oběťmi byly většinou prostitutky, které vlákal k sobě do dodávky. Často jim ukazoval fotografie svého syna, aby mu začaly důvěřovat. Po sexu s nimi je Ridgway uškrtil. Zpočátku je rdousil ručně, později si bral i kravatu či strunu a škrtil jimi. Občas je znásilnil i po smrti (nekrofilie).[zdroj⁠?!] Těla pak pohřbíval tak, že je házel do řeky, nebo je pohřbíval blízko jejích břehů.
V roce 1980 byla založena Green River Task Force, která začala vraždy vyšetřovat. Nejpozoruhodnější členové této skupiny byli Robert Keppel a Dave Reichert. Do případu se vložil i jiný sériový vrah Ted Bundy, který čekal v cele na popravu. Bundy sestavil profil vraha, který se po Ridgwayově odhalení ukázal jako lepší než ten od znalců z FBI.[zdroj⁠?!] Doporučoval hlídat místa, kde byla těla nalezena, prý se k nim zabiják bude vracet a také jako jediný přišel s hypotézou, že vrah je nekrofil.[zdroj⁠?!] Významným přispěvatelem byl i John E. Douglas, který na téma Green River Killer hodně psal.[zdroj⁠?!]
V roce 1983 se Ridgway stal jedním z podezřelých, když byl spatřen s prostitutkou, která později zmizela. Policisté neměli žádný důkaz, a tak byl Ridgway propuštěn. V roce 1984 prošel na polygrafu a 7. dubna 1987 dal policii vzorek vlasů a slin.[zdroj⁠?!] Tehdy netušil, že jim dal do rukou přímý důkaz, který ho za 14 let poslal za mříže. Před svým definitivním zatčením byl v polovině listopadu 2001 zatčen za prostituci, avšak po zaplacení pokuty 500 dolarů byl propuštěn.
Dne 30. listopadu 2001 byl Ridgway zatčen před branami firmy, ve které pracoval, když byl na odchodu domů. Na místě byl obviněn z vražd čtyř žen. Ridgwayovy vzorky DNA z roku 1987 byly porovnány se vzorky nalezenými na čtyř nalezených tělech – všechny nesly stejnou genetickou informaci.[zdroj⁠?!]
Ostatky jedné z obětí byly nalezeny 2. ledna 1986 a pracovně nazvány Jane Doe B-17. Ostatky nalezené 18. února 1984 na jiném místě byly později přiřazeny k této oběti. K její vraždě se Ridgway přiznal v roce 2003. Na základě testů DNA v laboratoři Parabon NanoLabs byla v prosinci 2023 oběť identifikována jako Lori Anne Razpotnik, která v roce 1982, v patnácti letech, odešla z domova.

### Soud
Soud začal v roce 2003. Ridgway se dohodl s vyšetřovateli, že pokud se přizná a pokud jim ukáže místa činu, nedostane trest smrti. Dne 5. listopadu 2003 byl Ridgway obviněn ze 48 vražd, na všech 71 vražd, jak Ridgway tvrdil, neexistovaly důkazy.
Dne 18. prosince 2003 byl Gary Ridgway odsouzen vrchním soudem v King County na 48 doživotních trestů bez možnosti propuštění – jeden za každou oběť. Poté byl také odsouzen na 10 let vězení za manipulaci s důkazy za každou oběť, což k jeho trestu přidalo 480 let.
Dne 18. února 2011 se přiznal ke 49. vraždě. Tělo oběti bylo nalezeno skupinou teenagerů. Za tuto vraždu dostal 49. doživotní trest.[zdroj⁠?!]

## Gary Ridgway v kultuře
Osoba Garyho Ridgwaye a jeho zločiny se staly námětem celé řady filmových, knižních nebo televizních děl, např.:
- 2004 – americký televizní film The Riverman (Vrah od Green)[2]
- 2005 – americký film Green River Killer (režie Ulli Lommel)[3]
- 2008 – americký televizní film The Capture of the Green River Killer (Psychopat z Green River) [4]
- 2019 – britské televizní drama Bundy and the Green River Killer (Ted Bundy a zabiják od Green River)[5]
- 2020 – americký televizní dokument The Green River Killer: Mind of a Monster (Gary Ridgway: V mysli netvora)[6]
- 2022 – americký televizní dokument USA Sins of the Father: The Green River Killer (Gary Ridgway - Vrah od Green River)[7]
- Norská aggrotech kapela Combichrist jmenuje ve své písni „God Bless“ (česky „Bůh žehnej“) celou řadu sériových vrahů a teroristů, mezi nimi je i Gary Ridgway.[8][9]